# Pieve di Bormio
La pieve di Bormio fu un'antica suddivisione territoriale del contado di Bormio e della diocesi di Como con capoluogo Bormio.